# Лессель, Иосиф

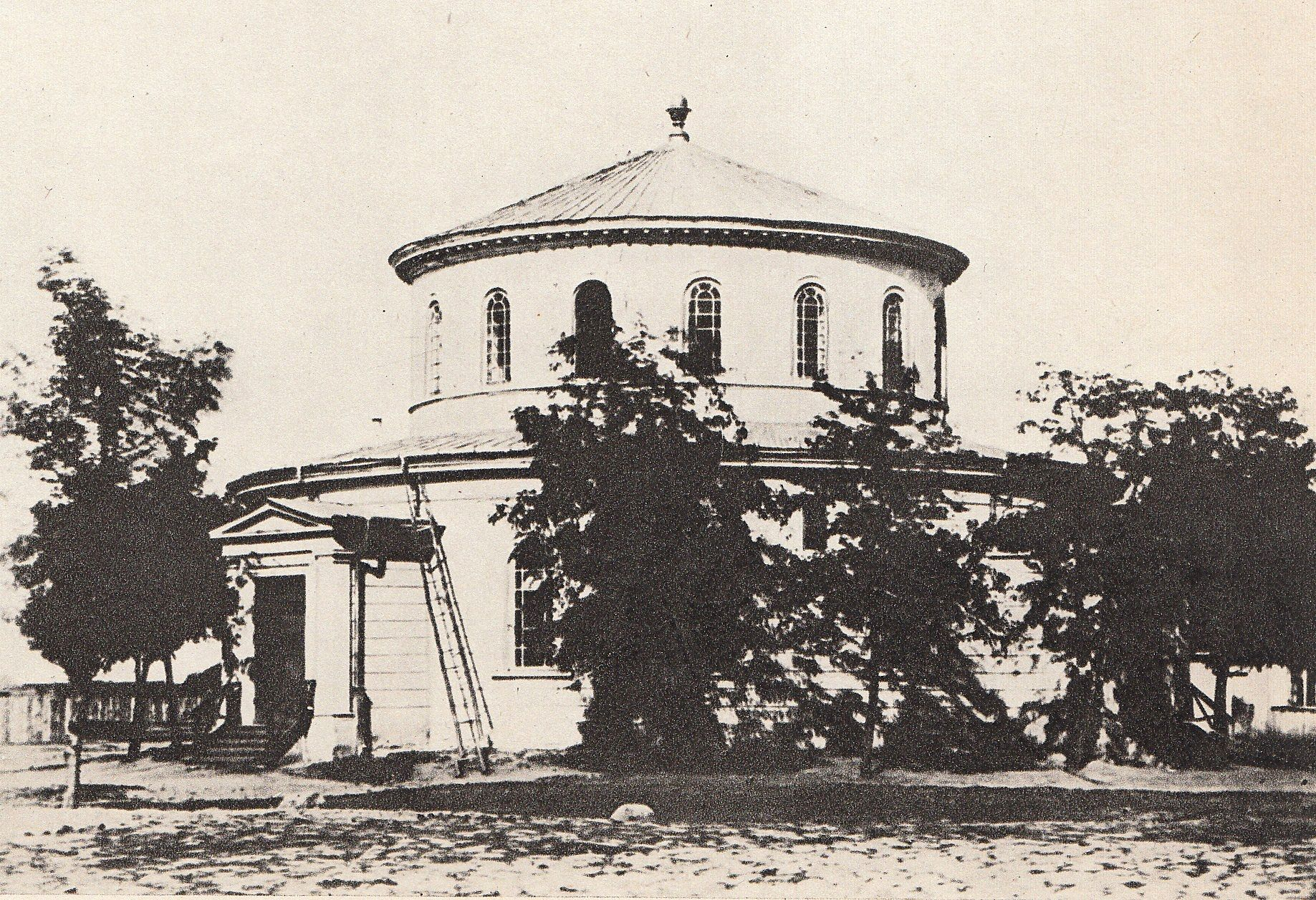
Синагога в историческом районе Варшавы Прага. 1870-е гг.

Иосиф Гжегож Кароль Лессель (пол. Józef Grzegorz Lessel; 1802 — 1844, Варшава, Царство Польское, Российская империя) — польский архитектор.

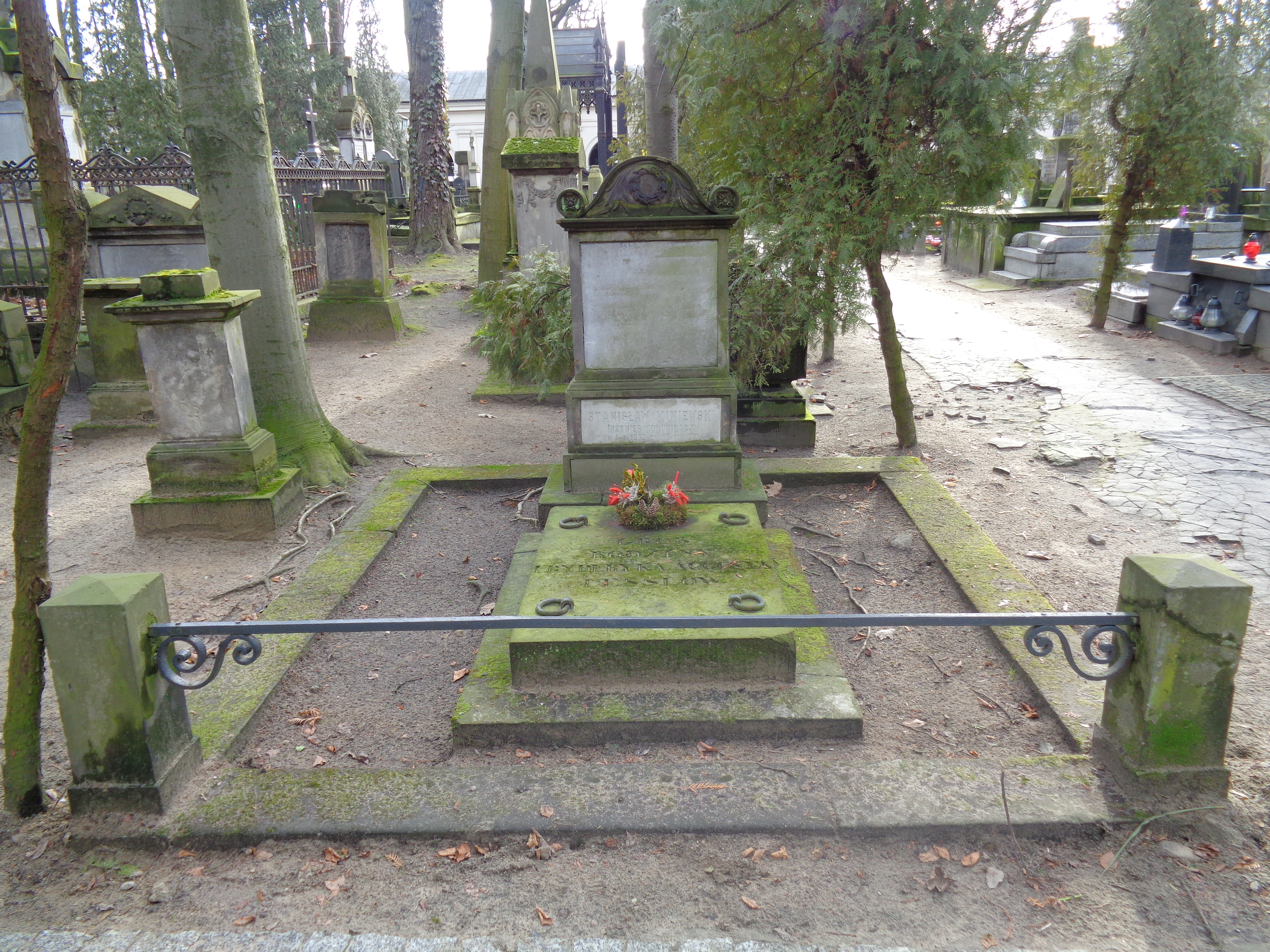
Могила семейства Лесселей

## Биография
Сын немецкого архитектора Фридриха Альберта Лесселя, который также работал в Варшаве.
Строительному искусству обучался сперва в Варшаве, затем окончил курс архитектуры в Академии изящных искусств в Париже (1825—1826), частично финансировался городской администрацией Варшавы. В течение пяти лет путешествовал с целью повышения образования и мастерства по Италии и Англии.
По возвращении на родину И. Лессель в 1829—1830-х гг. работал заместителем варшавского архитектора. В 1830 году был назначен главным архитектором города Варшавы и занимал эту должность в продолжение 14-ти лет. Из 140 проектов и планов И. Лесселя, по которым возводились новые и реставрировались старые постройки в Варшаве, наибольшего внимания заслуживают:
- металлургическая фабрика с прилегающим дворцом для предпринимателя Минтера на Варецкой площади,
- сиротский дом на Новом Свете,
- ныне действующее здание синагоги на ул. Ягеллонская, 28 в историческом районе Варшавы Прага (1835, одна из немногих синагог в форме ротонды в Европе),
- здание бывших микв на ул. Клопотовского, 31,
- пожарное депо,
- приходский дом церкви св. Александра в Варшаве по ул. Princip,
- участвовал в реконструкции дворца Яблоновского (1817—1819),
- строительство павильона больницы Польского Красного Креста.

Был почётным членом Наблюдательного совета за строительством католических церквей Варшавы.
Похоронен в Варшаве на кладбище Старые Повонзки.